# Placer, Masbate

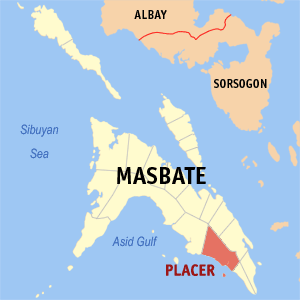
Bản đồ Masbate với vị trí của Placer

Placer là một đô thị hạng 4 ở tỉnh Masbate, Philippines. Theo điều tra dân số năm 2015 của Philipin, đô thị này có dân số 55.826 người trong.

## Các đơn vị hành chính
Placer được chia ra 35 barangay.
| - Aguada - Ban-Ao - Burabod - Cabangcalan - Calumpang - Camayabsan - Daanlungsod - Dangpanan - Daraga - Guin-Awayan - Guinhan-Ayan - Katipunan | - Libas - Locso-An - Luna - Mahayag - Mahayahay - Manlut-Od - Matagantang - Naboctot - Nagarao - Nainday - Naocondiot - Pasiagon | - Pili - Poblacion - Puro - Quibrada - San Marcos - Santa Cruz - Taboc - Tan-Awan - Taverna - Tubod - Villa Inocencio |